# Абубакер Какі
Абубакер Какі Хаміс (англ. Abubaker Kaki Khamis, араб. أبو بكر خميس كاكي; нар. 21 червня 1989 — пом. 12 квітня 2025) — суданський легкоатлет, який спеціалізувався на бігу на середні дистанції.

## Спортивні досягнення
Фіналіст (7-е місце) олімпійських змагань з бігу на 800 метрів (2012). Учасник олімпійських змагань з бігу на 800 метрів (2008) — зупинився на півфінальній стадії.
Срібний призер чемпіонату світу з бігу на 800 метрів (2011).
Дворазовий чемпіон світу в приміщенні з бігу на 800 метрів (2008, 2010).
Чемпіон світу серед юніорів з бігу на 800 метрів (2008).
Бронзовий призер чемпіонату світу серед юнаків з бігу на 1500 метрів (2005).
Чемпіон Африканських ігор з бігу на 800 метрів (2007).
Срібний призер чемпіонату Африки з бігу на 800 метрів (2008).
Рекордсмен світу серед юніорів з бігу на 1000 метрів на короткій доріжці — 2.15,77 (2008).